# Yeoman
En yeoman (engelskt uttal: /ˈjoʊmən/, plural: yeomen) var i engelskspråkiga länder under tidigmodern tid en bonde med egen jord. Yeomen var kända för sin flit och arbetsmoral.
Yeoman var också en adelstitel, och senare en militär titel. Yeomen of the Guard är en högvakt för Storbritanniens monark  och Yeomen Warders är en ceremoniell slottsdrabantstyrka vid Towern.